# Cetara
Cetara es una localidad y comune italiana de la provincia de Salerno, región de Campania, con 2.358 habitantes.
Como parte de la Costa Amalfitana, Cetara ha sido declarado Patrimonio de la Humanidad por la Unesco.

## Evolución demográfica
| Gráfica de evolución demográfica de Cetara entre 1861 y 2001 |
|                                                              |
| Fuente ISTAT - elaboración gráfica de Wikipedia              |